# Limasawa
Limasawa è un'isola e una municipalità di sesta classe delle Filippine, situata nella provincia di Leyte Meridionale, nella regione di Visayas Orientale.
Limasawa è formata da 6 barangay:
- Cabulihan
- Lugsongan
- Magallanes
- San Agustin
- San Bernardo
- Triana